# Рибальченко Всеволод Петрович
Все́волод Петро́вич Риба́льченко (* 23 серпня 1904– 2 лютого 1988, Київ), український композитор і педагог родом з Харкова.

Закінчив Харківський музично-драматичний інститут у класі Семена Богатирьова; з 1944 працює в Києві.
Опери «Перекоп» і «Гайдамаки» (обидві у співавторстві з Юлієм Мейтусом і Михайлом Тіцем); для симфонічного оркестру сюїта на основі українських народних пісень, друга сюїта «Молодіжна», поема, «Весела увертюра», численні солоспіви на слова Тараса Шевченка, Михайла Лермонтова, Володимира Маяковського, Максима Рильського, Володимира Сосюри та ін.

## Галерея

В.П.Рибальченко в молоді рокиВ.П.Рибальченко в молоді роки
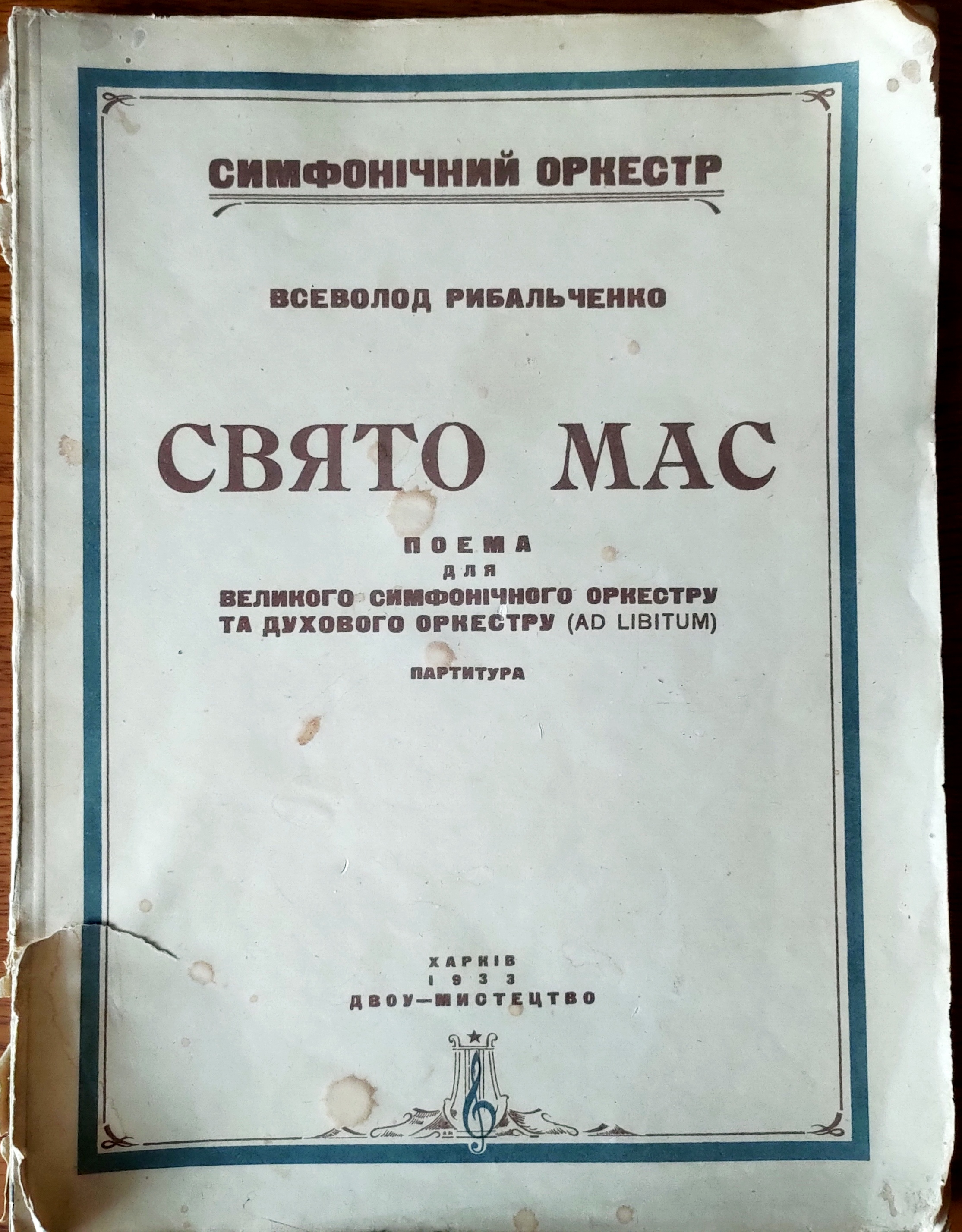
Симфонічна поема В.П.Рибальченко - 1933 рік
В.П. Рибальченко в дитинстві - Харківське реальне училищеВ.П. Рибальченко в дитинстві - Харківське реальне училище